# 江差港
江差港（えさしこう）は、北海道檜山郡江差町にある港湾。港湾管理者は江差町。港湾法上の「地方港湾」に指定されている。

## 概要
江差港は渡島半島の西部に位置しており、日本海に面している。前面に鴎島があり、天然の良港として蝦夷地の交易の拠点になっていた。現在は砂・砂利や石材の積出港、離島の奥尻島とのフェリー発着地、外来漁船の水揚港になっている。また、北海道内初の公共マリーナとなった「江差港マリーナ」は1989年（平成元年）に『第44回国民体育大会』（はまなす国体）ヨット競技の会場として使用したほか、毎年9月には『江差カップヨットレース』を開催している。江差港マリーナに隣接して「開陽丸青少年センター」が立地しており、復元した軍艦「開陽丸」は記念館になっているなど、レジャーや観光としても利用している。

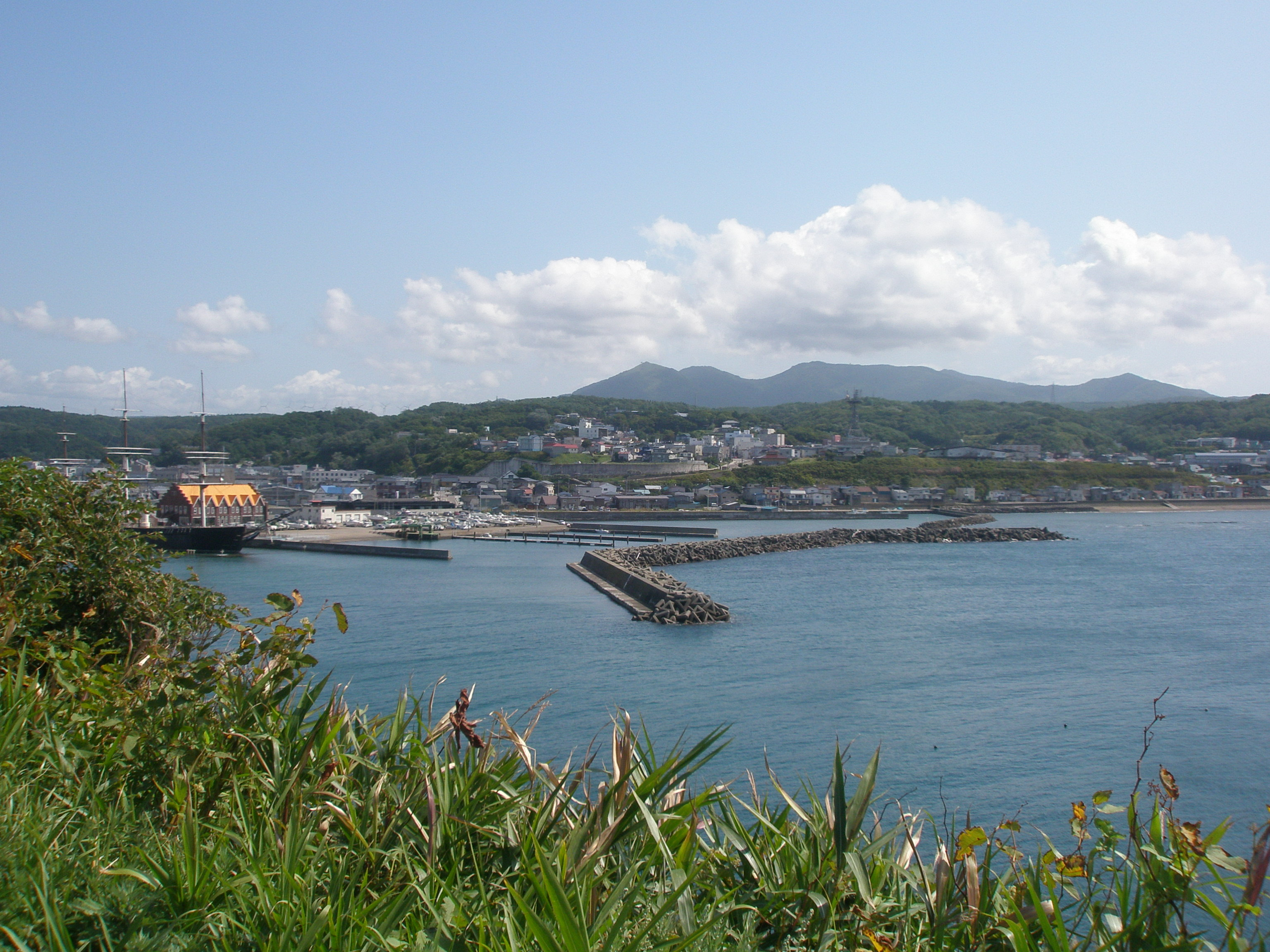
鴎島から見た江差港マリーナ方面（2017年9月）
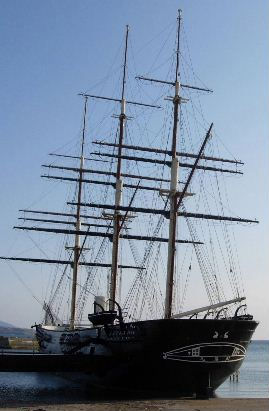
復元した「開陽丸」

## 港湾施設
市街地に隣接して港湾施設用地があり、「ひやま漁業協同組合」の関連施設（直売所、荷捌施設など）が立地しているほか、国道228号（日本海追分ソーランライン）沿いには第一管区海上保安本部の「江差海上保安署」、「江差追分会館・江差山車会館」、「江差町役場」などが立地している。
外郭施設
- 西防波堤
- 西外防波堤
- 北防波堤
- 東外防波堤
- 東防波堤
- 北防波護岸
- 波除堤

係留施設
- 南ふ頭
- 小型船溜まり
- 北ふ頭
- 新北ふ頭

## 航路
フェリー航路
- ハートランドフェリー
  - 江差—奥尻

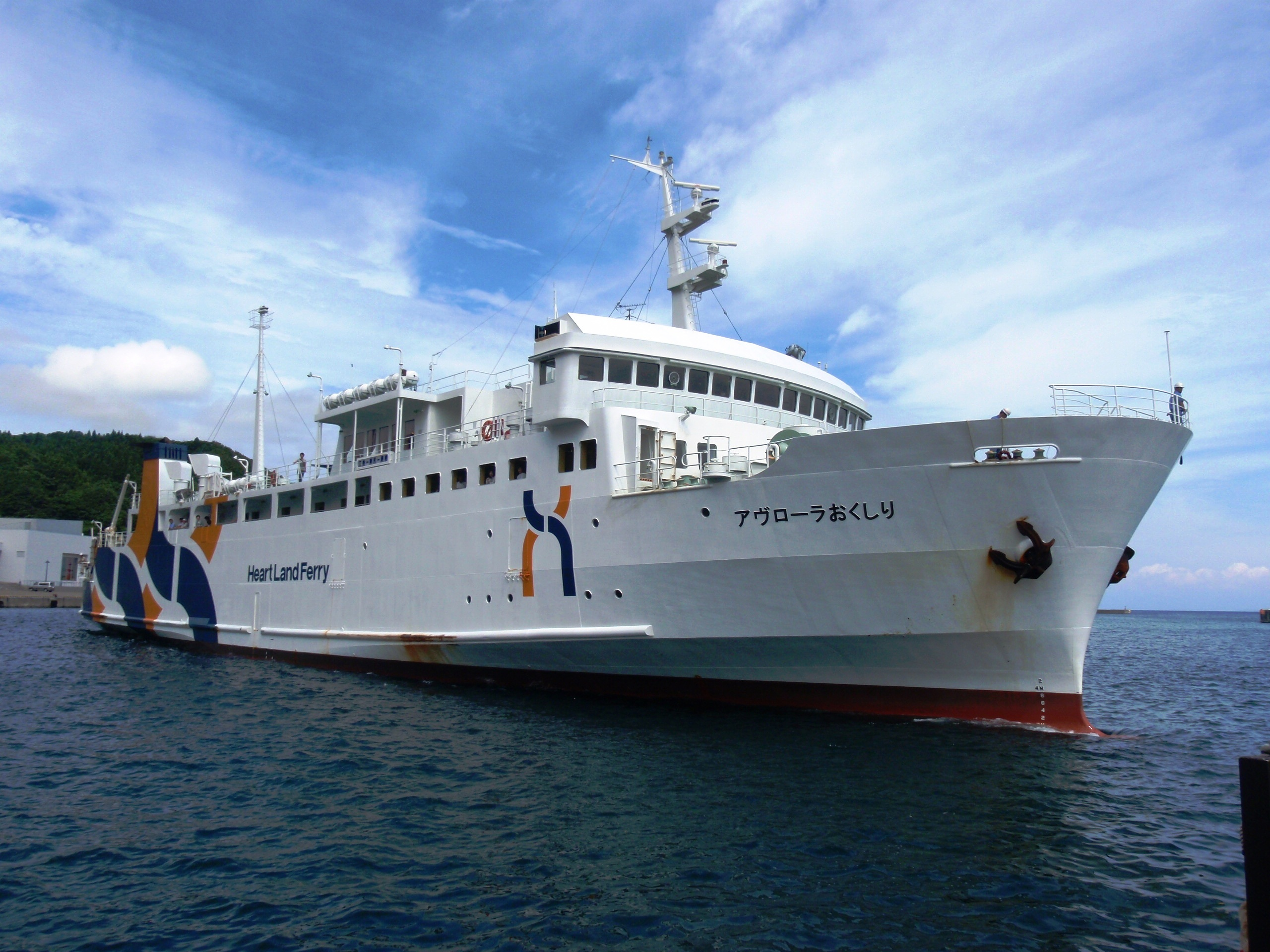
1999年（平成11年）4月16日から2017年（平成29年）4月30日まで就航していた「アヴローラおくしり」（奥尻港にて）（2011年8月）
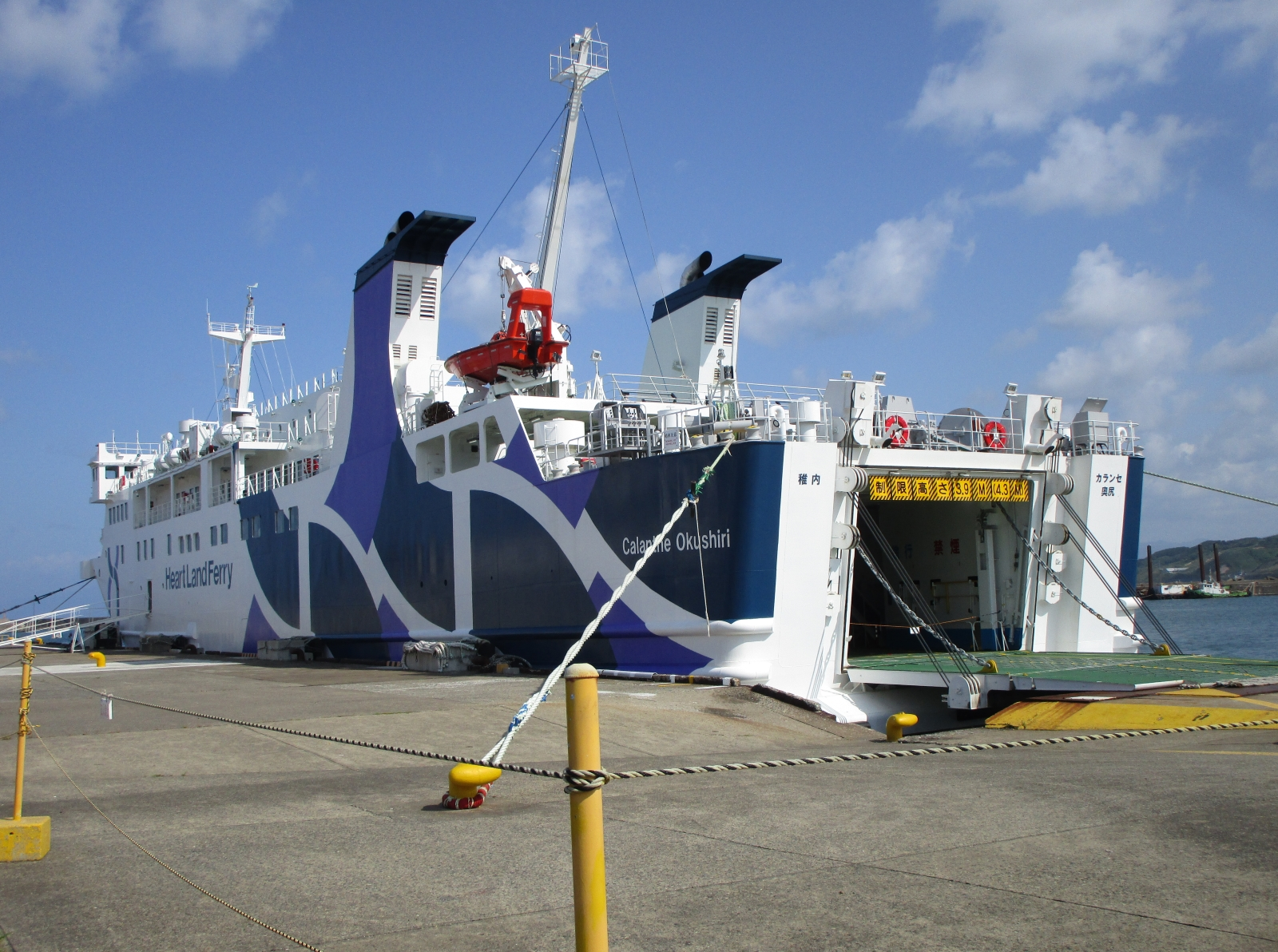
2017年（平成29年）5月1日から就航している「カランセ奥尻」（江差港にて）（2017年8月）

## 官公署
- 江差町役場
- 檜山振興局
- 北海道開発局函館開発建設部江差港湾事務所
- 第一管区海上保安本部函館海上保安部江差海上保安署

## 沿革

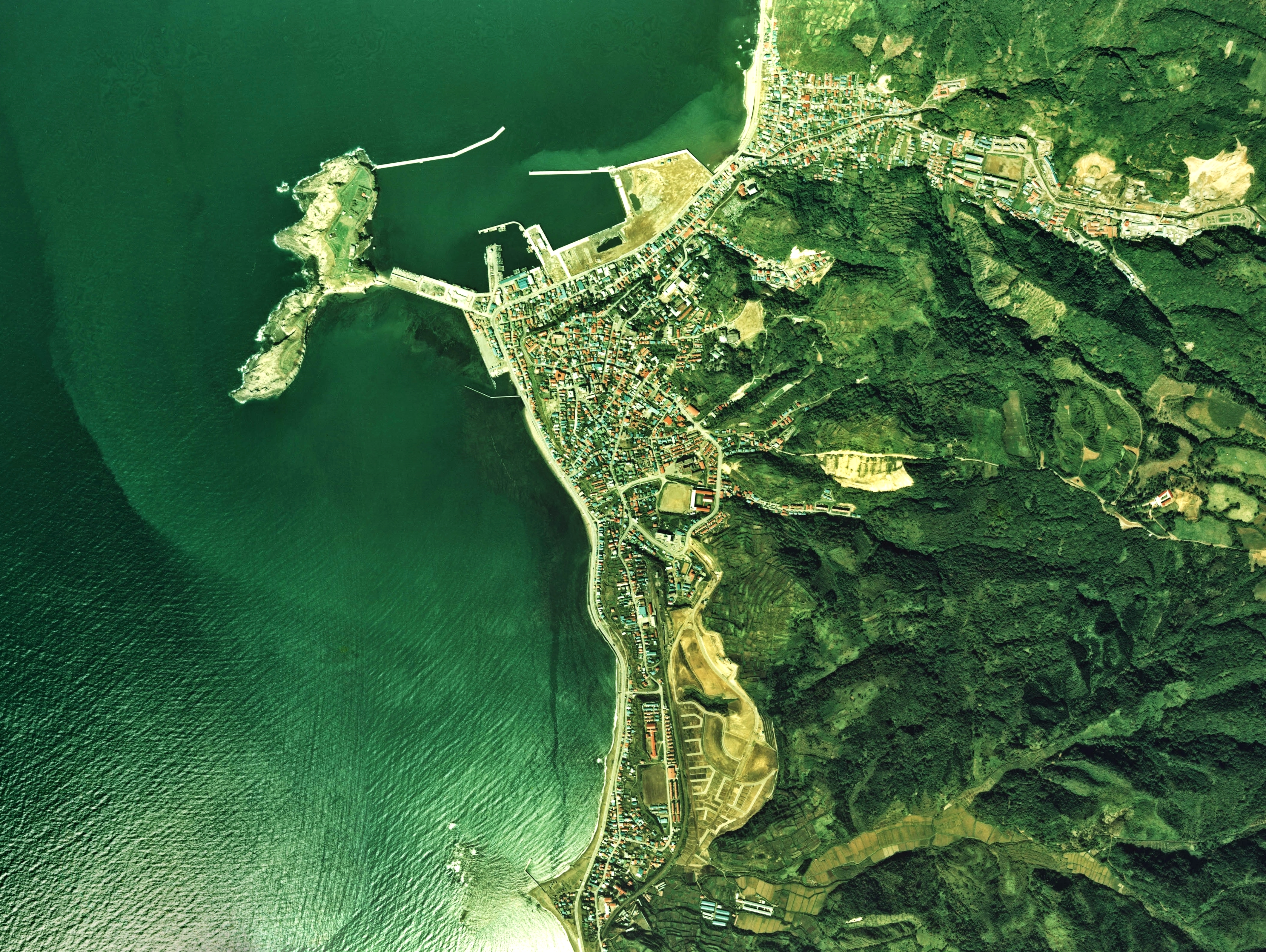
江差町中心部の空中写真（1976年（昭和51年）撮影の2枚を合成作成）。。

江差港は天然の良港として古くから交通の拠点になっていた。1630年（寛永7年）に松前藩は福山、江差、箱館の3港に番所を設置し、交易を支配した。当初の交易は近江商人が独占的に支配する状態であったが、場所請負制が導入されると経営能力に長けた商人に生産を請負わせるようになり、「北前船」が台頭した。こうして、江戸時代から明治の初期まで江差港はヒノキアスナロの産地、ニシンの漁業基地、蝦夷地（北海道）を代表する商業港として発展した。

### 年表
- 1867年（慶応03年）：鴎島での波止場建築計画立案。
- 1925年（大正14年）：本格的な修築工事開始。
- 1953年（昭和28年）：「地方港湾」指定し、江差町が港湾管理者となる。
- 1967年（昭和42年）：江差—奥尻間フェリー航路開設。
- 1974年（昭和49年）：「開陽丸」を「埋蔵文化財包蔵地」として周知。
- 1976年（昭和51年）：「江差港湾センター」（江差港フェリーターミナル）落成[6][7]。
- 1989年（平成元年）：「江差港マリーナ」供用開始。
- 2003年（平成15年）：新北ふ頭一部供用開始（2006年全面供用）[8][9]。
- 2010年（平成22年）：みなとオアシス登録（みなとオアシス江差）[10]。
- 2012年（平成24年）：江差港マリーナが「海の駅」登録[11]。